# Oswald Külpe
Oswald Külpe (Kandava, Lettország, 1862. augusztus 3. – München, 1915. december 30.) lett-német pszichológus és filozófus. A würzburgi iskola megalapítója, a 19. század végének és a 20. század elejének strukturális pszichológusa volt.

## Életpályája
Kandavában, Lettországban született, és 1879-ben érettségizett a liepāja-i gimnáziumban, ahol a következő két évben tanított. A lipcsei egyetemen történelmet tanult, itt megismerkedett Wilhelm Wundttal, és szakot váltott, hogy Wundttal dolgozhasson együtt. Mikor diplomázott, Wundt asszisztense lett, doktori disszertációjának témavezetője is Wundt volt. Erősen befolyásolta munkáját Wundt, később viszont nem értettek egyet a tanulmányozható emberi tudat összetettségét illetőleg.
Wundt kifogásai, hogy mekkora részét lehet tanulmányozni az emberi elmének, túl soknak bizonyult Külpe számára, elhagyta Wundtot, Lipcséből a würzburgi egyetemre ment. Ott elkezdte az általa szisztematikus kísérleti introspekciónak nevezett gyakorlatát. Kísérleti alanyai összetett feladatokat hajtottak végre, és aztán visszatekintve beszélték el a feladatok alatti kognitív folyamataikat. Elsődleges felfedezése, a "kép nélküli gondolat", azt sugallta, hogy a gondolatok előfordulhatnak konkrét érzéki vagy képi tartalom nélkül.
Külpe 1909-ben elhagyta Würzburgot. A bonni egyetemen eltöltött három év után a müncheni egyetemre ment 1912-ben. Diákjai közt voltak Ernst Bloch, Karl Bühler, Gottlieb Sohngen és Henry J. Watt is.

## Kötetei magyar közkönyvtárakban
Számos kötete hozzáférhető hazai közkönyvtárainkban német nyelven, köztük:
- Die Philosophie der Gegenwart in Deutschland : Eine charakteristik ihrer Hauptrichtungen nach Vorträgen, gehalten im Ferienkurs für Lehrer 1901 zu Würzburg. (2. kiad. Lipcse, 1904)
- Wilhelm Wundt zum 80. Geburtstag. (Lipcse, 1912)
- Immanuel Kant / Darstellung und Würdigung von Oswald Külpe ; mit einem Bildnisse Kants. (3. kiad. Lipcse, 1912)
- Einleitung in die Philosophie. (7. kiad. Lipcse, 1915)
- Vorlesungen über Logik. (1923)

## Fordítás
- Ez a szócikk részben vagy egészben a Oswald Külpe című angol Wikipédia-szócikk fordításán alapul.  Az eredeti cikk szerkesztőit annak laptörténete sorolja fel. Ez a jelzés csupán a megfogalmazás eredetét és a szerzői jogokat jelzi, nem szolgál a cikkben szereplő információk forrásmegjelöléseként.